# Notfalldarstellung
Die Notfalldarstellung, Realistische Notfalldarstellung (RND), Realistische Unfalldarstellung (RUD) oder auch Realistische Unfall- und Notfall-Darstellung (RUND) ist ein spezifischer Aufgabenbereich im Rahmen des Katastrophenschutzes, des Zivilschutzes, der Feuerwehr, der Jugendbereitschaften der Hilfsorganisationen, des Rettungsdienstes und der Polizeiarbeit.
Die Notfalldarstellung wird von vielen Hilfsorganisationen, wie zum Beispiel dem Malteser Hilfsdienst, der Deutschen Lebens-Rettungs-Gesellschaft, Arbeiter-Samariter-Bund, dem Deutschen Roten Kreuz oder der Johanniter-Unfall-Hilfe durchgeführt. Trotzdem sind (auf Darstellerseite) organisationsübergreifende Übungen keine Seltenheit, sondern, zumindest bei Großübungen für den Katastrophenschutz, im Gegenteil eher die Regel. Viele Vereine kommen auf eine realistische Unfalldarstellung immer gerne zurück, wenn es darum geht, zum Beispiel Brandmeister-Anwärter oder Notfallsanitäter zu prüfen. Aber auch Organisationen wie die Polizei nehmen die RUDIs (Realistische Unfalldarsteller) in Anspruch, um auch in der Notfallversorgung Neues zu lernen.

## Ziele
Ziel der Notfalldarstellung ist es, Einsatzkräfte im Rahmen ihrer Ausbildung und ihren regelmäßigen Übungen möglichst realitätsnah den Ernstfall „am Menschen“ trainieren zu lassen, nach dem Motto „Wissensvermittlung durch Selbsterfahrung“.

## Geschichte
Die Ursprünge der Notfalldarstellung sind in der Zeit des Zweiten Weltkriegs zu finden. Die britische Armee engagierte Berufsschauspieler, um Armee-Sanitäter auf den Anblick schwerer Verletzungen vorzubereiten. In Großbritannien, Dänemark und der Schweiz wurden 1944 (in Frankreich: 1950; in Schweden:1953) erste Unterlagen erstellt und Hilfsmittel entwickelt, die sich speziell auf die möglichst naturgetreue Darstellung von Wunden beziehen und hierbei Verwendung finden.

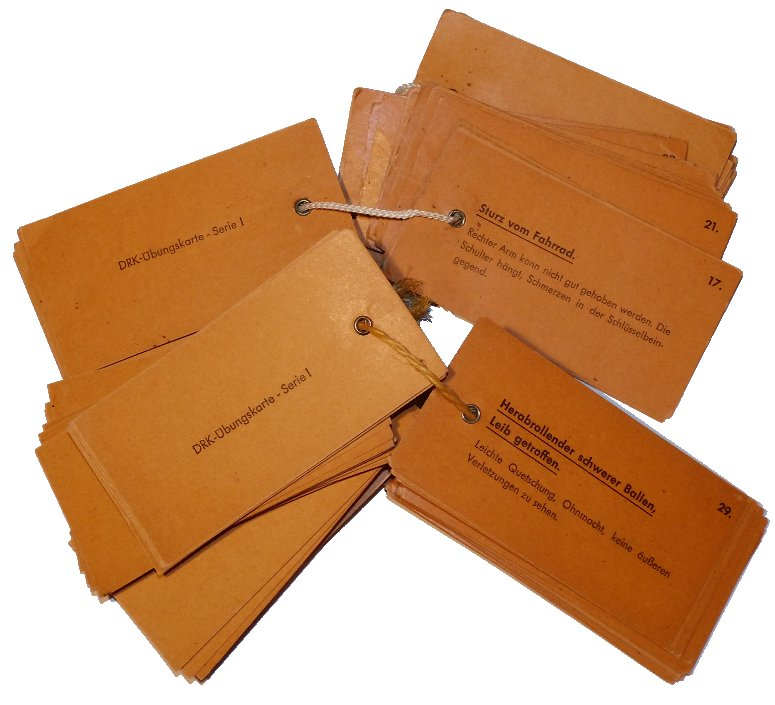
DRK-Übungskarten; hier abgebildet: Serie I

In der Bundesrepublik Deutschland wurden nach anfänglicher Verwendung von Verletzungs-Karten seit etwa 1951 zunächst Moulagen in Form von Gummiattrappen verwendet.
Vom Deutschen Jugendrotkreuz (JRK) wurde im Jahr 1954 erstmals die „Blätter über Realistische Unfalldarstellung“ herausgegeben. Sie wurden als eine der Grundlagen für JRK-Jahreswettbewerbe, die von der Kreisebene über den Regierungsbezirk und Bundesland bis auf Bundesebene stattfanden, herangezogen. 1955 folgte eine Broschüre des DRK, die mehrfache Neuauflagen erfuhr.
Mit dem Schminkkasten „Mehlem 64“, der nach dem Sitz der damaligen DRK-Bundesschule im Ort Mehlem benannt wurde, wurde die Notfalldarstellung deutlich verbessert und unterstützt. Es folgten weitere Ergänzungen in den Jahren 1965 und 1985.
Im Jahr 1984 wurde beim DRK begonnen, eine bundeseinheitliche Ausbildung in Realistischer Unfalldarstellung zu etablieren. Ein erster Leitfaden entstand im Jahr 1995, ein Handbuch wurde 1996 herausgegeben und 1997 ein Leitfaden für den „RUD-Aufbaulehrgang“ verabschiedet.
Die aktuelle Schulungsunterlage ist das „Handbuch Notfalldarstellung“, das in erster Auflage im Jahr 2013 erschien.
Beim DRK in der DDR wurden erste einheitliche Schulungsunterlagen Anfang der 60er Jahre erstellt und vertrieben. Die Ausbildung erfolgte in einem 22-stündigen Lehrgang anhand des Schminksortiments „RU/K Sortiment DRK“ der Firma Coloran.

## Vorgehensweise

### Schminken
Das Schminken von Wunden und Verletzungen ist einer der wesentlichen Bestandteile der Notfalldarstellung. Dabei werden mit Theaterschminke realitätsnahe Verwundungen etc. modelliert.

#### Werkzeuge
- Spatel
- Schwämme
- Pinsel

#### Materialien
Hierfür gibt es eine Menge an Materialien wie zum Beispiel
- Kunstblut
- Spezielles Schmink-Wachs oder Kit
- Schminkpaletten (Hautfarbe/bunt)
- Fettfarbe
- Vaseline
- Puder

### Darstellen
Ein weiterer wichtiger Bestandteil der Notfalldarstellung ist das Darstellen. Hier werden Verletzungen und Krankheiten geschauspielert. Dazu gehört besonders die Reaktion auf die Helfer. So muss ein Darsteller wissen, wie er auf eine bestimmte Aktion des Helfers zu reagieren hat. Deshalb ist es bei vielen Verletzungen unumgänglich, erfahrene Darsteller und keine ‚Neulinge’ einzusetzen. Liegt der Schwerpunkt einer Übung auf der medizinischen Versorgung der Darsteller, sind medizinische Kenntnisse eine wichtige Voraussetzung für den Darsteller. Aber auch das Spielen von Betroffenen, also nicht verletzten Personen, ist Teil der Darstellung. Da diese Personen selten oder wenig geschminkt werden, ist das schauspielerische Können hier umso wichtiger.

#### Requisiten
Zur Darstellung von bestimmten Fallbeispielen ist auch der Gebrauch von Requisiten unerlässlich. Dazu zählen zum Beispiel Messer bei Schnitt- oder Stichwunden, Glasscherben oder auch Blindenbinden beim Darstellen von blinden Personen. Es handelt sich dabei um spezielle Theaterartikel, da die Gefahr einer echten Verletzung viel zu hoch wäre.
Spezialeffekte gehören nicht zur Notfalldarstellung. Die Gefahr, dass sich jemand tatsächlich verletzt, ist viel zu hoch. Auch sind die notwendigen Mittel häufig nicht verfügbar. Bei der Notfalldarstellung kommt es nur auf den Notfall selbst und die Handlung an, aber nicht auf ein aktionsreiches Geschehen.